# West of Memphis
Pour plus de détails, voir Fiche technique et Distribution.
West of Memphis est un film documentaire américano-néo-zélandais d'Amy J. Berg (en) sorti en 2012.

## Synopsis
Dix-neuf ans après avoir été incarcérés pour le meurtre de trois enfants de 8 ans à West Memphis, trois adolescents voient les charges contre eux s'étioler.

## Fiche technique
- Titre original : West of Memphis
- Réalisation : Amy J. Berg (en)
- Scénario : Amy J. Berg (en) et Billy McMillin
- Direction artistique :
- Décors :
- Costumes :
- Photographie : Ronan Killeen et Maryse Alberti
- Son :
- Montage : Billy McMillin
- Musique : Nick Cave et Warren Ellis
- Production : Damien Echols, Lorris Davis, Fran Walsh et Peter Jackson
- Société(s) de production :  WingNut Films et Disarming Films
- Société(s) de distribution :  Sony Pictures Classics
- Budget :
- Pays d’origine :  États-Unis/ Nouvelle-Zélande
- Langue : Anglais
- Format : Couleur - HDCAM
- Genre : Film documentaire
- Durée : 147 minutes
- Dates de sortie :
  -  États-Unis : 20 janvier 2012 (Festival du film de Sundance 2012)

## Distribution
Dans leurs propres rôles :
- Damien Echols
- Jessie Misskelley Jr
- Jason Baldwin

## Distinctions

### Nominations et sélections
- Festival du film de Sundance 2012 : sélection « Documentary Premieres »
- Festival du cinéma américain de Deauville 2012 : sélection « Les Docs de l'Oncle Sam »
- Writers Guild of America Awards : meilleur scénario de documentaire pour Billy McMillin et Amy Berg
- BAFTA Awards 2013 : meilleur film documentaire pour Amy Berg